# Vokány
Vokány (deutsch Wakan) ist eine ungarische Gemeinde im Kreis Siklós im Komitat Baranya.

## Geografische Lage
Vokány liegt 20 Kilometer südöstlich der Stadt Pécs an dem kleinen Fluss Németi-patak. Nachbargemeinden sind Kistótfalu, Újpetre und Nagytótfalu.

## Gemeindepartnerschaft
- Merklingen, Deutschland

## Sehenswürdigkeiten
- Römisch-katholische Kirche Szentháromság, erbaut im letzten Viertel des 18. Jahrhunderts im Zopfstil
- Szentháromság-Statue (Szentháromság-szobor), erschaffen 1884
- Weltkriegsdenkmal (I-II. Világháborús emlék)

## Verkehr
Durch Vokány führt die Landstraße Nr. 5711, von der im Süden des Ortes die Nebenstraße Nr. 57114 in westlicher Richtung nach Kistótfalu abzweigt. Die Gemeinde ist angebunden an die Eisenbahnstrecke von Pécs nach Villány.